# Ruggiero (abate)

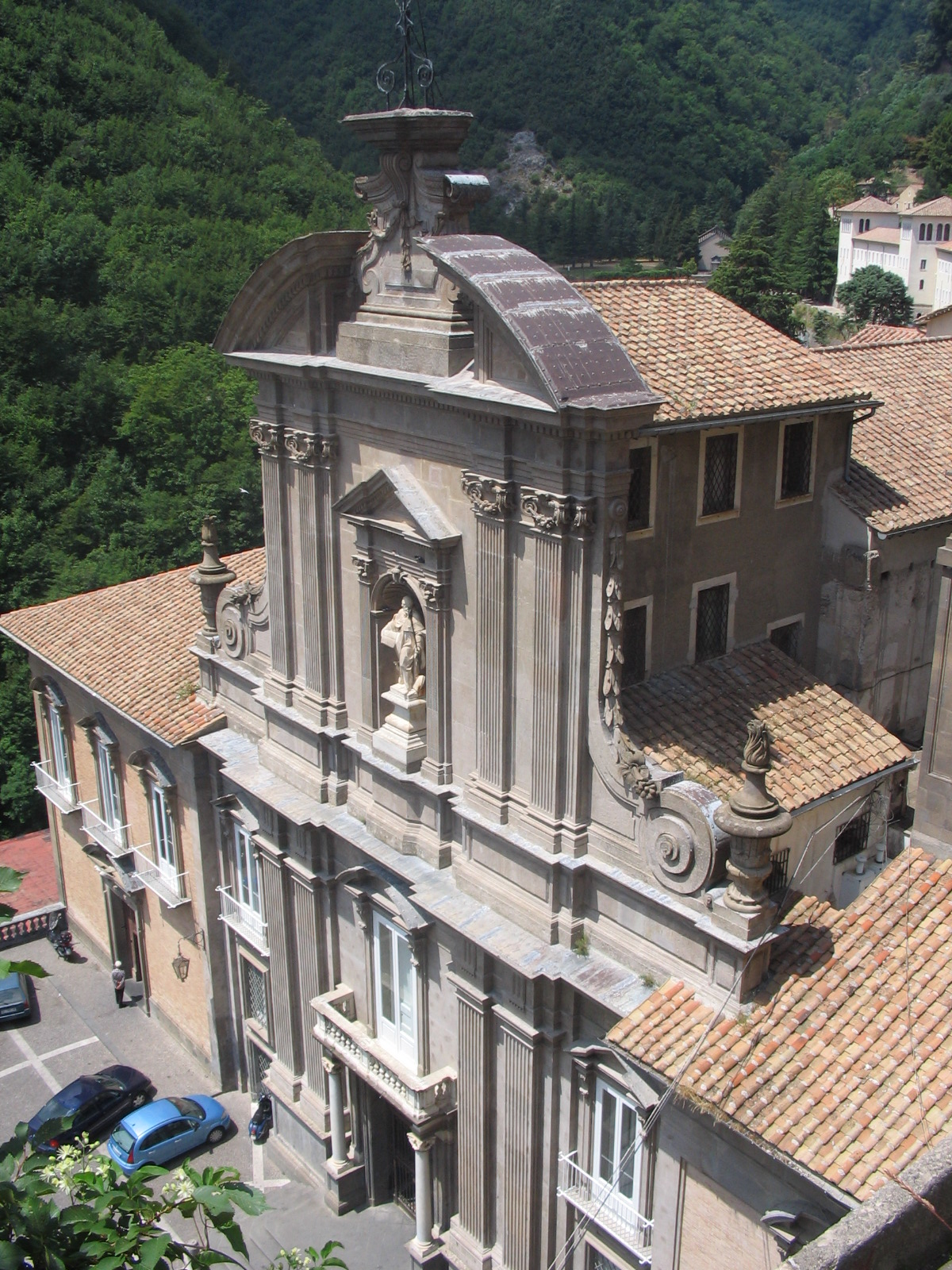
L'Abbazia SS. Trinità di Cava

Ruggiero (fl. XII secolo) è ricordato come 9º abate della Badia di Cava.

## Biografia
Non si conosce in che data Ruggiero fu eletto abate dell'Abbazia cavense. Negli Annales Cavenses non vi è alcun riferimento all'elezione del successore dell'abate Benincasa.
Nonostante ciò, grazie e ben otto documenti privati, rogati tra marzo e ottobre 1194, si è certi che in quei mesi il Venerabilis Abbas della SS. Trinità de La Cava era proprio Ruggiero. L'elezione fu fatta probabilmente due mesi dopo la morte dell'abate Benincasa.
Per la mancata segnalazione negli Annales, Dom Salvatore Maria Di Blasi riteneva che Ruggiero sia stato uno pseudo-abate, cioè un intruso. Ma tale supposizione non è confermata dai predetti documenti in cui troviamo utilizzate per Ruggiero le stesse formule protocollari di rispetto in uso in quei tempi per il suo predecessore.
La documentazione conservata nell'archivio della Badia di Cava, che menzionano l'abate Ruggiero, è relativa ad ordinaria amministrazione e quindi, non è possibile aggiungere altro sul suo conto o tracciarne una biografia.
Si conoscono però gli eventi che in loco funestarono il mese di settembre del 1194 quando l'imperatore Enrico VI prese Salerno rimasta fedele al re Tancredi ed alla dinastia d'Altavilla. L'imperatore il giorno 17 saccheggiò prima la città e poi deportò  in Germania il suo arcivescovo Niccolò D'Aiello.
La deposizione o la rinuncia dell'abate Ruggiero, dopo l'ottobre 1194, fu  probabilmente correlata a tale evento. Forse Ruggiero era rimasto fedele alla dinastia normanna e per salvare il monastero, lasciò volontariamente o fu costretto a dimettersi dalla carica di abate.